# Прапор Дебьоського району
Пра́пор Дебьо́ського райо́ну — один із елементів офіційної символіки Дебьоського муніципального району в складі Удмуртії, Росія. Прапор прийнятий рішенням Дебьоського району Ради депутатів Удмуртської Республіки від 24 серпня 2006 року. Його складено на основі герба згідно з традиціями та правилами геральдики і відображає історичні, культурні, соціально-економічні, національні та місцеві традиції.

Старий варіант

Прапор являє собою прямокутне полотнище червоного кольору з відношенням ширини до довжини 2:3, яке повторює композицію герба району. У верхній частині зображено підвіску «Шунди-Муми» (Матері Сонця) — стилізоване зображення жінки, яка тримає в піднятих догори руках півколо з кулею на ньому. Під ним — зображення срібної стріли, оточеної гілками золотої стрічки, яка утворює подібність горизонтально лежачої цифри 8 або математичного знаку нескінченості.